# Thomas Schuch

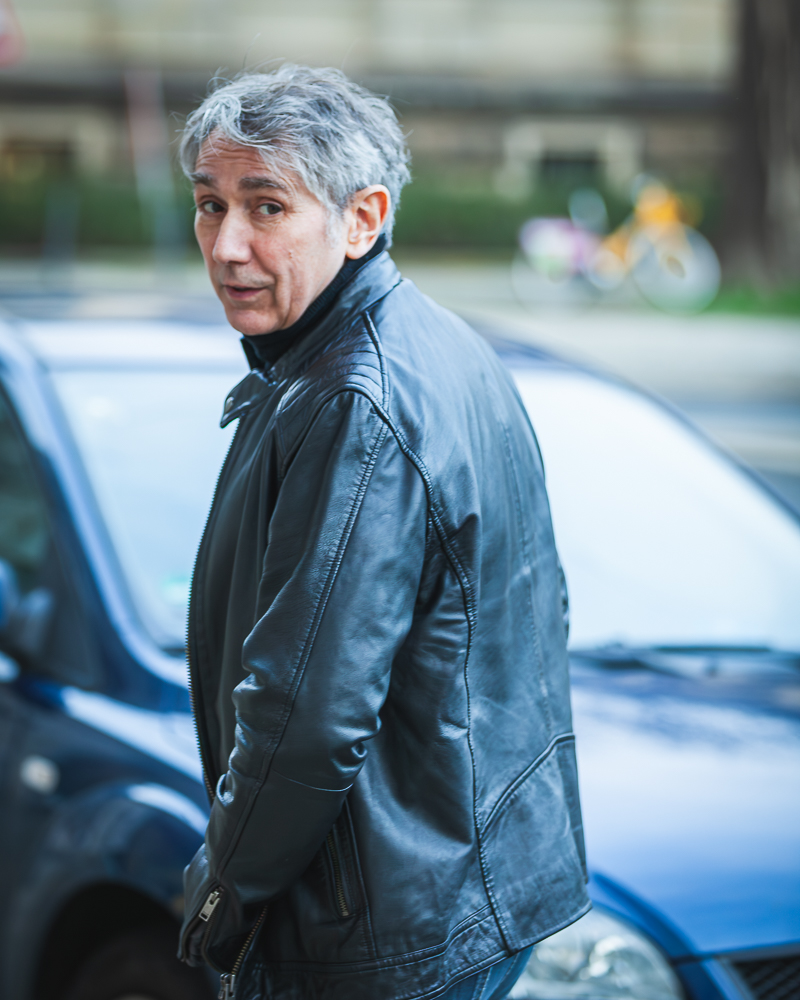
Thomas Schuch / Schauspieler (2023)

Thomas Schuch (* 1959 als Thomas René Schuch in Berlin-Köpenick geboren) ist ein deutscher Schauspieler, Kabarettist, Theaterregisseur, Autor. Er leitete als Geschäftsführer von 1998 bis 2023 das Kleinkunsttheater Dresdner Kabarett Breschke & Schuch (später umbenannt in Dresdner FriedrichstaTT Palast) in Dresden.

## Leben
Nach einer Ausbildung als Kfz-Schlosser und einigen Jahren Berufserfahrung machte er sein Abitur und studierte anschließend Schauspiel an der Hochschule für Schauspielkunst „Ernst Busch“ Berlin mit dem Abschluss „Auszeichnung“. Es folgten Theaterengagements am Landestheater Rudolstadt, dem Kabarett-Theater Herkuleskeule Dresden, der Compagnie de Comédie Rostock, dem Kabarett Fettnäppchen Gera und ein Tourneebetrieb beim Theater des Ostens Berlin sowie Fernsehfilme im Fernsehen der DDR.
Nach erneutem Engagement an der Herkuleskeule, mit Auftritten in Dieter Hallervordens Sendungen Spottschau und Spott-Light, gründete er im Jahr 1998 zusammen mit Monika und Manfred Breschke ein eigenes Kleinkunsttheater, das Dresdner Kabarett Breschke & Schuch.
Schnelle Figurenwechsel, Imitation und Parodie (u. a. Angela Merkel, Gerhard Schröder, Hans-Dietrich Genscher, Marcel Reich-Ranicki, Ursula von der Leyen und Jens Spahn) sind seine Markenzeichen. Außerdem ist er ein leidenschaftlicher Amateur-Musiker, spielt gern Gitarre, Bassgitarre und Mundharmonika.
Thomas Schuch lebt seit 1991 in Dresden.

## Filmografie (Auswahl)
- 1988: Der Tölpelhans (Märchenfilm): Tölpelhans, Regie: Bodo Schwarz
- 1989: Polizeiruf 110: Katharina (Fernsehreihe): Leutnant Klaus König
- 1989: Polizeiruf 110 – Warum ich (Fernsehreihe): Kommissar Klaus König
- 1991: Feuerwache 09 – Die Wasserproben (Fernsehreihe)
- 1991: Feuerweche 09 – Die Leiterspiele (Fernsehreihe)
- 1995: Peter Strohm (Fernsehserie)
- 1996: Die Straßen von Berlin – Blutige Beute (Fernsehserie)
- 2001: Zwei Engel auf Streife – Irre (Fernsehreihe)
- 2006: Der Tag der Kosmonautik (Kurzfilm), Regie: Deniss Kacs
- 2015: Das Geständnis (Kinofilm/ Drama): Gerd (HR), Regie/ Drehbuch: Bernd Michael Lade
- 2023: Der Zeuge (Kinofilm)

## Fernsehen / TV-Auftritte (Auswahl)
- 1992–1993: Spottschau mit Dieter Hallervorden (politische Kabarett-Sendung / TV-Serie)
- 1994–1995: Hallervordens Spott-Light (politische Kabarett-Sendung / TV-Serie)
- 2002: ARD-Morgenmagazin mit Moderator Karsten Schwanke (ARD)
- 2002: Sachsenspiegel mit Moderatorin Heike Zaunder (MDR)
- 2004: Nach(t)schlag: Ost meets West in Kölle mit Wilfried Schmickler (TV/ WDR-Sendung)

## Kabarett (Auswahl)
- 1991–1994, 1996: Dresdens Kabarett-Theater Die Herkuleskeule
- 1994: Kabarett Fettnäppchen Gera
- 1994–1995: Compagnie de Comédie Rostock
- 1998–2018: Dresdner Kabarett Breschke & Schuch
- 2019–2023: Dresdner FriedrichstaTT Palast
- 2023–2024: Dresdens Kabarett-Theater Die Herkuleskeule
- seit 2023: Leipziger Kabarett Academixer

## Theater (Auswahl)
- 1989–1992: Thüringer Landestheater Rudolstadt
- 1995: Theater des Ostens-Berlin
- 2023–2024: Theaterkahn Dresden
- 2024–2024: Theater am Wettiner Platz

## Radio (Auswahl)
- 2001–2020: MDR Figaro mit Redakteur Harald Pfeifer: Kabarettistischer Rückblick
- 2004: DeutschlandRadio Berlin – Bunte Republik Neustadt mit Moderatorin Nana Brink

## Moderation (Auswahl)
- 2002: Deutscher Karikaturenpreis, Dresden
- 2014–2022: Dresdner Satire-Preis

## Sprecher (Auswahl)
- 2008: Der Lichterbogen: Geschichten und Sagen um den Schwibbogen (Silhouetten-Animation), Regie: Jörg Herrmann
- 2011: Der siebente Rabe, eine Neuerzählung der Krabat-Sage (Silhouetten-Animation), Regie: Jörg Herrmann

## Auszeichnungen (Auswahl)
- 1989: Ernst-Zinna-Preis der Stadt Berlin als Schauspielstudent
- 2001: Cabinet-Preis, Lachmesse Leipzig für das Kabarett-Programm „Rad ab“ (Breschke & Schuch)
- 2008: Rostocker Koggenzieher, Nominierung für das Kabarett-Soloprogramm „schuch matt“